# Los Angeles Kings
A Los Angeles Kings amerikai profi jégkorongcsapat. Tagja az NHL-nek, jelenleg a Nyugati főcsoport Csendes-óceáni divíziójában szerepel. 2012-ben története során először megnyerte a Stanley-kupát, majd 2014-ben a másodikat is.

## Jelentősebb játékosok

### Csapatkapitányok
- Bob Wall, 1967–1969
- Larry Cahan, 1969–1971
- Bob Pulford, 1971–1973
- Terry Harper, 1973–1975
- Mike Murphy, 1975–1981
- Dave Lewis, 1981–1983
- Terry Ruskowski, 1983–1985
- Dave Taylor, 1985–1989
- Wayne Gretzky, 1989–1996
- Luc Robitaille, az 1992–1993-as szezon elején, amíg Wayne Gretzky sérült volt
- Rob Blake, 1996–2001
- Mattias Norström, 2001–2007
- Rob Blake, 2007–2008
- Dustin Brown, 2008–2016
- Anže Kopitar, 2016–napjainkig

### A Hírességek Csarnokának tagjai
- Paul Coffey 1991–1993 között játszott a csapatban, 2004-ben került be a Hírességek Csarnokába.
- Marcel Dionne, 1975–1987 között játszott a csapatban, 1992-ben került be a Hírességek Csarnokába.
- Dick Duff, 1970-ben játszott a csapatban, 2006-ban került be a Hírességek Csarnokába.
- Grant Fuhr, 1994–1995-ös szezonban, 2003-ban került be a Hírességek Csarnokába.
- Harry Howell, 1971–1973 között játszott a csapatban, 1979-ben került be a Hírességek Csarnokába.
- Wayne Gretzky, 1988–1996 között játszott a csapatban, 1999-ben került be a Hírességek Csarnokába.
- Jari Kurri, 1991–1996 között játszott a csapatban, 2001-ben került be a Hírességek Csarnokába.
- Larry Murphy, 1980–1984 között játszott a csapatban, 2004-ben került be a Hírességek Csarnokába.
- Bob Pulford, 1970–1972 között játszott a csapatban, 1991-ben került be a Hírességek Csarnokába.
- Larry Robinson, 1989–1992 között játszott a csapatban, 1995-ben került be a Hírességek Csarnokába.
- Terry Sawchuk, 1967–1968-as szezonban játszott a csapatban, 1971-ben került be a Hírességek Csarnokába.
- Steve Shutt, 1984–1985-ös szezonban játszott a csapatban, 1993-ban került be a Hírességek Csarnokába.
- Billy Smith, 1971–1972-es szezonban játszott a csapatban, 1993-ban került be a Hírességek Csarnokába.

### Visszavonultatott mezszámok
- 4 Rob Blake, 1990–2001 és 2006–2008 között játszott a csapatban, visszavonultatás ideje 2015. január 17.
- 16 Marcel Dionne, 1975–1987 között játszott a csapatban, visszavonultatás ideje 1990. november 8.
- 18 Dave Taylor, 1977–1994 között játszott a csapatban, visszavonultatás ideje 1995 április 3.
- 20 Luc Robitaille, 1986–1994, 1997–2001 illetve 2003–2006  között játszott a csapatban, visszavonultatás ideje 2007. január 20.
- 23 Dustin Brown, 2003–2022 között játszott a csapatban, visszavonultatás ideje 2023. február 11.[1]
- 30 Rogatien Vachon, 1972–1978 között játszott a csapatban, visszavonultatás ideje 1985. február 14.
- 99 Wayne Gretzky, 1988–1996 között játszott a csapatban, visszavonultatás ideje a ligában 2000. február 6.

## NHL díjak és trófeák
Stanley-kupa
- 2012, 2014

Clarence S. Campbell-trófea
- 1993, 2012, 2014

Art Ross-trófea
- Marcel Dionne: 1980
- Wayne Gretzky: 1990, 1991, 1994

Bill Masterton-emlékkupa
- Butch Goring: 1978
- Bob Bourne: 1988
- Dave Taylor: 1991

Calder-emlékkupa
- Luc Robitaille: 1987

Conn Smythe-trófea
- Jonathan Qiuck: 2012
- Justin Williams: 2014

Hart-emlékkupa
- Wayne Gretzky: 1989

James Norris-emlékkupa
- Rob Blake: 1998

King Clancy-emlékkupa
- Dave Taylor: 1991

Lady Byng-emlékkupa
- Marcel Dionne: 1977
- Butch Goring: 1978
- Wayne Gretzky: 1991, 1992, 1994

Lester B. Pearson-díj
- Marcel Dionne: 1979, 1980

Lester Patrick-trófea
- Terry Sawchuk: 1971
- Bruce McNall: 1993
- Wayne Gretzky: 1994

NHL Plus-Minus Award
- Marty McSorley: 1991

## Klubrekordok
Pályafutási rekordok (csak a Kings-zel)
- Legtöbb pont: 1307, Marcel Dionne

Szezonrekordok
- Legtöbb gól: 70, Bernie Nicholls (1988–1989)
- Legtöbb gólpassz: 122, Wayne Gretzky (1990–1991)
- Legtöbb pont: 168, Wayne Gretzky (1988–1989)
- Legtöbb pont (hátvéd): 76, Larry Murphy (1980–1981)
- Legtöbb pont (újonc): 84, Luc Robitaille (1986–1987)
- Legtöbb kiállitásperc: 399, Marty McSorley (1992–1993)

Kapusrekordok - szezon
- Legtöbb shutout: 8, Rogatien Vachon (1976–1977)
- Legtöbb győzelem: 39, Jonathan Quick (2009–2010)